# UFC Fight Night: Whittaker vs. Brunson
UFC Fight Night: Whittaker vs. Brunson (também conhecido como UFC Fight Night 101) será um evento de artes marciais mistas promovido pelo Ultimate Fighting Championship, que ocorrerá no dia 27 de novembro de 2016, na Rod Laver Arena, em Melbourne, Austrália.

## Background
Este evento será o segundo que a organização sedia em Melbourne, com o primeiro sendo o UFC 193, em novembro de 2015. Esse evento foi realizado no Etihad Stadium, e quebrou o recorde de público do UFC, com 56.214 espectadores.
O evento estava previsto para ser encabeçado por uma revanche nos médios, entre o ex-Campeão Peso Médio do Strikeforce e ex-Campeão Peso Médio do UFC, Luke Rockhold, e o também ex-Campeão Peso Médio do Strikeforce, Ronaldo Souza. A dupla se enfrentou pela primeira vez em Setembro de 2011, no Strikeforce: Barnett vs. Kharitonov, quando Rockhold ganhou via decisão unânime, faturando o cinturão de Souza. No entanto, em 1 de novembro, Rockhold foi retirado da luta devido a uma torção no LCA. Posteriormente, Souza foi removido do card inteiramente, e está previsto para ser remarcado para outro evento. Por sua vez, uma luta no peso-médio entre o vencedor do The Ultimate Fighter: The Smashes no peso-meio-médio, Robert Whittaker, e Derek Brunson, foi alçada para servir como o combate principal do evento.

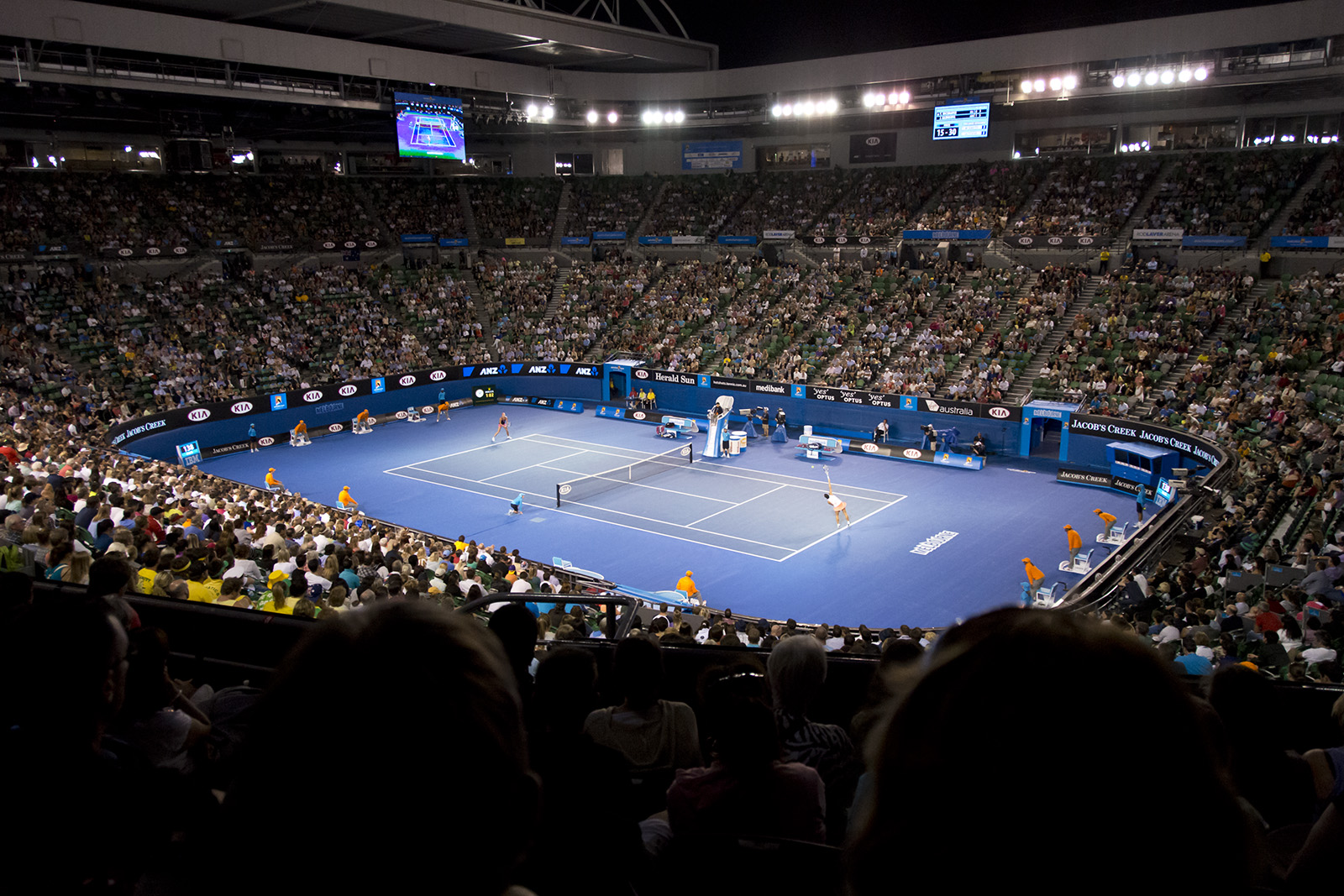
A Rod Laver Arena é amplamente conhecida como o local que recebe anualmente o Australian Open, um torneio de tênis.

Como resultado do cancelamento do UFC Fight Night: Lamas vs. Penn, lutas entre Yao Zhikui vs. Jenel Lausa e Seo Hee Ham vs. Danielle Taylor foram reprogramadas para este evento.
Em 21 de Outubro, foi anunciado que Dominique Steele retirou-se de sua luta marcada contra Kyle Noke, devido a uma lesão não revelada. Ele foi substituído por Omari Akhmedov.
O vencedor do The Ultimate Fighter: China no peso-pena, Ning Guangyou, era esperado para enfrentar Marlon Vera no UFC 202. No entanto, devido a um teste antidoping e após uma investigação concluir que Ning havia ingerido a substância fora de competição sem culpa ou negligência, a luta foi transferida para o UFC on Fox: Maia vs. Condit. Por sua vez, a luta foi adiada novamente, após Ning alegar que estava com problemas no visto, o que atrapalhou no momento de sua viagem. A luta foi posteriormente adiada para este evento.

## Bônus da Noite
- Luta da Noite:  Robert Whittaker vs.  Derek Brunson
- Performance da Noite:  Robert Whittaker e  Tyson Pedro